# 库尔特·格施泰因
库尔特·格施泰因（德語：Kurt Gerstein，1905年8月11日—1945年7月25日）德国党卫队军官，武装党卫队卫生研究所（Hygiene-Institut der Waffen-SS）技术消毒处负责人。1942年，在目睹了贝乌热茨和特雷布林卡纳粹灭绝营的大屠杀后，格施泰因向瑞典外交官戈兰·冯·奥特、瑞士外交官、与教皇庇护十二世有联系的罗马天主教会成员和荷兰流亡政府提交了一份详细报告，试图向国际社会揭露发生大屠杀的情况。1945年，他在投降后撰写了《格施泰因报告》，讲述了他在大屠杀中的经历。他在法国拘留期间据称自杀身亡。